# Aigua de superfície
L'aigua de superfície o l'’aigua superficial és l'aigua continental, excepte les aigües subterrànies; les aigües de transició i les aigües costaneres, i, en el que es refereix a l'estat químic, també les aigües territorials, segons al definició a la Directiva marc de l'aigua de la Unió Europea.
L'aigua superficial es produeix pel vessament generat a partir de les precipitacions o per l'aflorament d'aigües subterrànies. Es poden presentar en forma correntosa, com en el cas de corrents, rius i rierols, o quietes si es tracta de llacs, reservoris, embassaments, llacunes, aiguamolls, estuaris, oceans i mars.
Per propòsits regulatoris, sol definir l'aigua superficial com tota aigua oberta a l'atmosfera i subjecta a escorrentia superficial. Un cop produïda, l'aigua superficial segueix el camí que li ofereix menor resistència. Una sèrie de rierols, rierols, corrents i rius porten l'aigua des d'àrees amb pendent descendent cap a un curs d'aigua principal. El 2000, la Unió Europea va decretar la Directiva marc de l'aigua, que imposa als estats membres de redigir un pla hidrològic per a cada conca, que inventaria l'estat actual i les mesures per tal de millorar la qualitat de l'aigua de manera durable.
Una àrea de drenatge sol denominar com conca de drenatge o conca hidrogràfica.
La qualitat de l'aigua està fortament influenciada pel punt de la conca en què es desvia per al seu ús. La qualitat de corrents, rius i rierols, varia d'acord amb els cabals estacionals i pot canviar significativament a causa de les precipitacions i vessaments accidentals. Els llacs, reservoris, embassaments i llacunes presenten en general, menor quantitat de sediments que els rius, però estan subjectes a majors impactes des del punt de vista d'activitat microbiològica. Les masses d'aigua quietes, com ara estanys i reservoris, envelleixen en un període relativament gran com a resultat de processos naturals. Aquest procés d'envelliment està influenciat per l'activitat microbiològica que es troba relacionada directament amb els nivells de nutrients en la massa d'aigua i es pot veure accelerada per l'activitat humana.